# Ріо-Гальєгос
Рі́о-Гальє́гос (ісп. Río Gallegos) — столиця аргентинської провінції Санта-Крус, в Патагонії. Місто має населення близько 79 тис. мешканців (2001).

## Географія
Розташовується в гирлі річки Ріо-Гальєгос за 2636 км від Буенос-Айреса.

### Клімат
Місто знаходиться у зоні, котра характеризується кліматом тропічних степів. Найтепліший місяць — січень із середньою температурою 14.1 °C (57.4 °F). Найхолодніший місяць — липень, із середньою температурою 1.2 °С (34.2 °F).
| Клімат Ріо-Гальєгоса    | Клімат Ріо-Гальєгоса | Клімат Ріо-Гальєгоса | Клімат Ріо-Гальєгоса | Клімат Ріо-Гальєгоса | Клімат Ріо-Гальєгоса | Клімат Ріо-Гальєгоса | Клімат Ріо-Гальєгоса | Клімат Ріо-Гальєгоса | Клімат Ріо-Гальєгоса | Клімат Ріо-Гальєгоса | Клімат Ріо-Гальєгоса | Клімат Ріо-Гальєгоса | Клімат Ріо-Гальєгоса |
| Показник                | Січ.                 | Лют.                 | Бер.                 | Квіт.                | Трав.                | Черв.                | Лип.                 | Серп.                | Вер.                 | Жовт.                | Лист.                | Груд.                | Рік                  |
| Абсолютний максимум, °C | 32                   | 32                   | 29                   | 27                   | 19                   | 17                   | 20                   | 18                   | 23                   | 24                   | 29                   | 32                   | 32                   |
| Середній максимум, °C   | 20,1                 | 20,1                 | 17,3                 | 12,9                 | 8,2                  | 5                    | 4,6                  | 7,4                  | 11,6                 | 14,9                 | 17,8                 | 19,4                 | 13,3                 |
| Середня температура, °C | 14,1                 | 13,6                 | 11,1                 | 7,6                  | 4,2                  | 1,8                  | 1,2                  | 3,3                  | 5,8                  | 8,8                  | 11,7                 | 13,3                 | 8                    |
| Середній мінімум, °C    | 8,1                  | 7,8                  | 5,7                  | 3,2                  | 0,7                  | −1,2                 | −1,9                 | 0,1                  | 1,3                  | 3,1                  | 5,7                  | 7,1                  | 3,3                  |
| Абсолютний мінімум, °C  | 1                    | 0                    | −3                   | −7                   | −13                  | −15                  | −19                  | −11                  | −6                   | −3                   | −5                   | 0                    | −19                  |
| Норма опадів, мм        | 30                   | 20                   | 20                   | 20                   | 20                   | 10                   | 20                   | 10                   | 10                   | 10                   | 20                   | 20                   | 230                  |
| Днів з опадами          | 11                   | 8                    | 6                    | 8                    | 11                   | 7                    | 7                    | 5                    | 6                    | 8                    | 8                    | 9                    | 94                   |
| Вологість повітря, %    | 53                   | 56                   | 61                   | 69                   | 78                   | 71                   | 79                   | 74                   | 66                   | 59                   | 52                   | 51                   | 64.1                 |
| ----------------------- | -------------------- | -------------------- | -------------------- | -------------------- | -------------------- | -------------------- | -------------------- | -------------------- | -------------------- | -------------------- | -------------------- | -------------------- | -------------------- |
| Джерело: Weatherbase    |                      |                      |                      |                      |                      |                      |                      |                      |                      |                      |                      |                      |                      |

## Історія
1876 року поблизу міста випадково знайшли поклади золота. Відкриття спочатку не викликало ажіотажу, але через кілька років до міста почали прибувати шукачі золота. Було заснована компанія золотошукачів Лавадорес де Оро дель Сур, але 1890 року вона збанкрутувала.
19 грудня 1885 року у цій місцевості було встановлено прапор Аргентини та засновано перше поселення, щоб підтвердити приналежність цих земель до Аргентини. 1886 року Агустін дель Кастільйо побудував перший будинок у Ріо-Гальєгосі.
1898 було прийнято закон про перенесення до Ріо-Гальєгоса столиці національної території Санта-Крус, 19 травня 1904 року його було ратифіковано.
1899 року у Ріо-Гальєгосі було засновано перший банк — «Banco de Tarapacá y Londres». Того ж року була збудована перша парафіяльна церква міста. Першу месу у ній відслужили на Різдво того ж року.
У грудні 1907 року у місті відбулися перші вибори.
З 1912 по 1920 роки влада міста створила дуже вигідні умови для переселенців з Чилі і Фолклендських островів, щоб вони переїжджали до Ріо-Гальєгоса.
1937 року в околицях Ріо-Гальєгоса почався видобуток нафти і газу, які стали головними ресурсами провінції.
1957 року територія Санта-Крус отримала статус провінції, а Ріо-Гальєгос — її столиці.

## Економіка

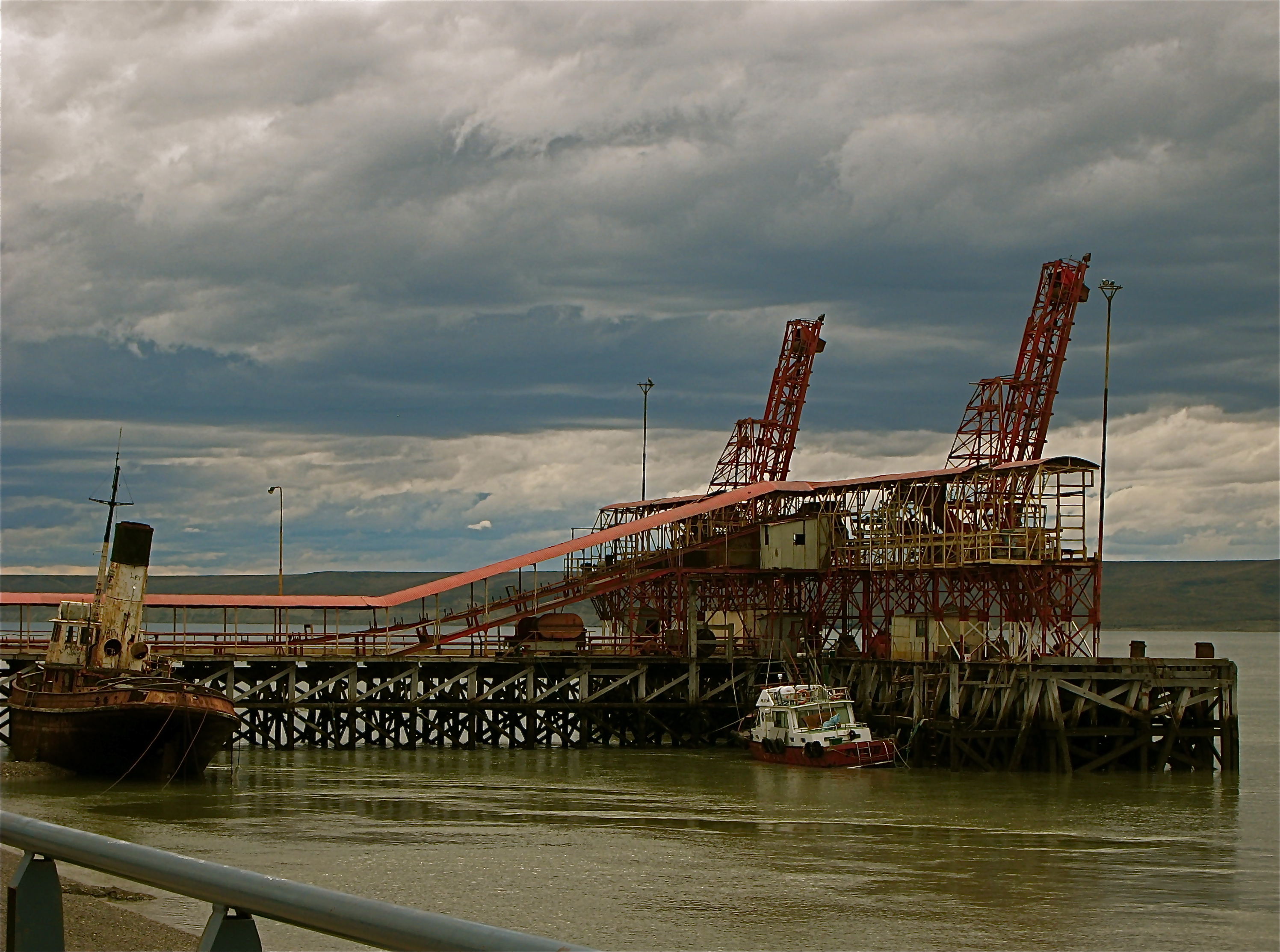
Порт

Економіка міста найбільшою мірою залежить від вівчарства і холодильної промисловості.
Порт Ріо-Гальєгос — важливий пункт відправки продуктів сільського господарства і гірничо-видобувної промисловості, зокрема вугілля.
Після того як місто отримало статус столиці провінції, органи влади стали найбільшим роботодавцем Ріо-Гальєгоса.
Останніми роками у місті набуває ваги нафто- і газовидобувна промисловість, будівництво.
Також важливу роль в економіці міста відіграє туризм, головним чином через близькість до національного парку Лос-Гласьярес. Місто також є однією з основних відправних баз для експедицій в Антарктику поряд з містом Ушуая.
Диверсифікованість економіки спричинила стабільне зростання міста, завдяки чому навіть під час кризи рівень безробіття не перевищував 3,7 %.

## Освіта
У місті добре розвинена структура освітніх закладів усіх рівнів. Зокрема, у Ріо-Гальєгосі є:
- 2 університети:
  - Національний університет Південної Патагонії (ісп. Universidad Nacional de la Patagonia Austral), заснований 1994, має 5000 студентів[4]
  - регіональне відділення Національного Технологічного Університету, який пропонує навчання на 2 спеціальностях[5]
- 16 робітничих шкіл
- 20 загальноосвітніх шкіл
- 13 коледжів
- 2 технічні школи
- 14 дитячих садків

## Спорт
У місті є спортивні клуби, де займаються футболом, гандболом, регбі, гольфом, баскетболом, плаванням, танцем, фігурним катанням.
Найвідоміші команди:
- Боксінг (ісп. Estadio Atlético Boxing Club) має власний стадіон на 15 тисяч глядачів, який є найбільшим у провінції
- Іспано-американський спортивний клуб (ісп. Club Deportivo Hispano Americano)
- Соціальний клуб Банкрус (ісп. Club Social y Deportivo Bancruz) — найвідоміший футбольний клуб міста
- Баскетбольний клуб Сан-Мігель (ісп. Club de Basquetbol San Miguel), заснований 2005 року
- Тенісний клуб Ріо-Гаєгос (ісп. Río Gallegos Tenis Club)
- Тенісний клуб Астурьяно (ісп. Asturiano)

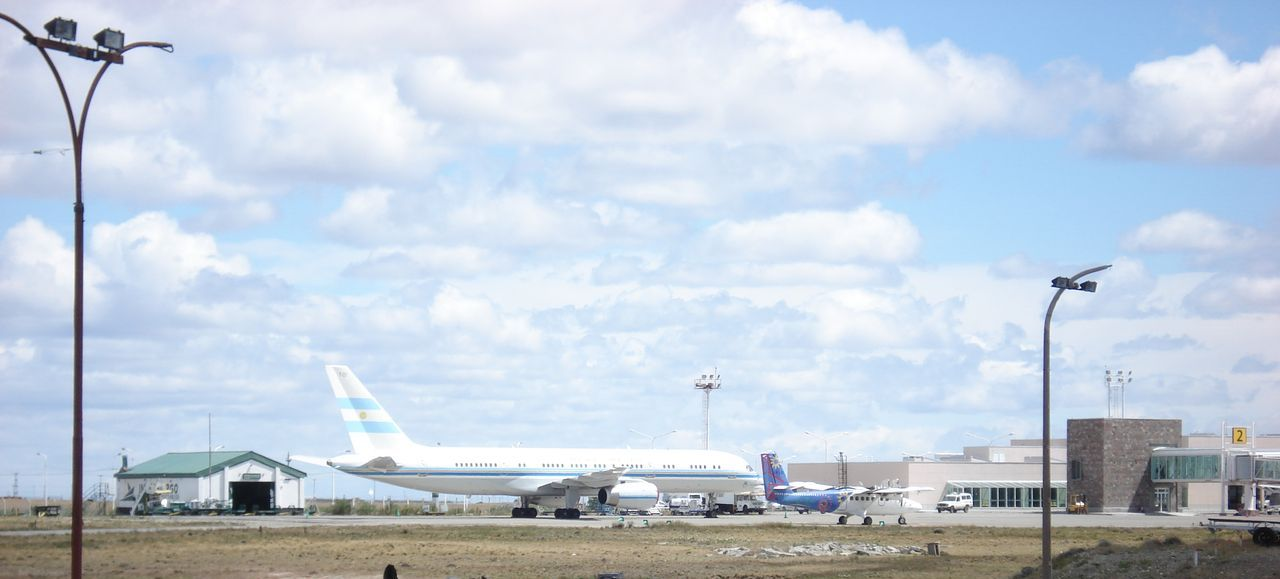
Аеропорт міста

## Видатні особи
У місті народився президент Аргентини у 2003—2007 роках Нестор Кіршнер.

## Транспорт
Місто має такі шляхи сполучення:
- міжнародний аеропорт, який є важливим пунктом на шляху до Антарктиди
- порт
- національна автотраса № 3